# Adrian Radu Gontariu
Adrian Radu Gontariu est un joueur roumain de volley-ball né le 14 mai 1984 à Zalău en Roumanie. Il mesure 2,05 m et joue au poste d'attaquant. Il totalise 42 sélections en équipe de Roumanie.

## Clubs
| Club                | Pays                | De        | À         |
| ------------------- | ------------------- | --------- | --------- |
| Deltacons Tulcea    | Roumanie            | 2000-2001 | 2004-2005 |
| CVM Tomis Constanța | Roumanie            | 2005-2006 | 2006-2007 |
| Baniyas Abu Dhabi   | Émirats arabes unis | 2007-2008 | 2007-2008 |
| CVM Remat Zalău     | Roumanie            | 2008-2009 | 2008-2009 |
| VfB Friedrichshafen | Allemagne           | 2009-2010 | 2010-2011 |
| Resovia Rzeszów     | Pologne             | 2011-2012 | 2011-2012 |
| Rennes Volley 35    | France              | 2012-2013 | ...-...   |

## Palmarès
- Coupe de la CEV 
  - Finaliste : 2012
- Championnat de Roumanie (4)
  - Vainqueur : 2003, 2004, 2005, 2007
- Coupe de Roumanie (3)
  - Vainqueur : 2003, 2006, 2007
- Championnat d'Allemagne (2)
  - Vainqueur : 2010, 2011
- Championnat de Pologne 
  - Vainqueur : 2012